# 霍爾斯特角
65°32′S 63°50′W / 65.533°S 63.833°W
霍爾斯特角是南極洲的海岬，位於葛拉漢地，處於比斯科奇灣，由英國探險隊繪入地圖，以挪威的生物化學家命名，現時由南極條約體系管理。